# Boucq
Pour les articles ayant des titres homophones, voir Book et Bouc.
Pour les articles homonymes, voir Boucq (homonymie).
Boucq est une commune française située dans le département de Meurthe-et-Moselle en région Grand Est.

## Géographie

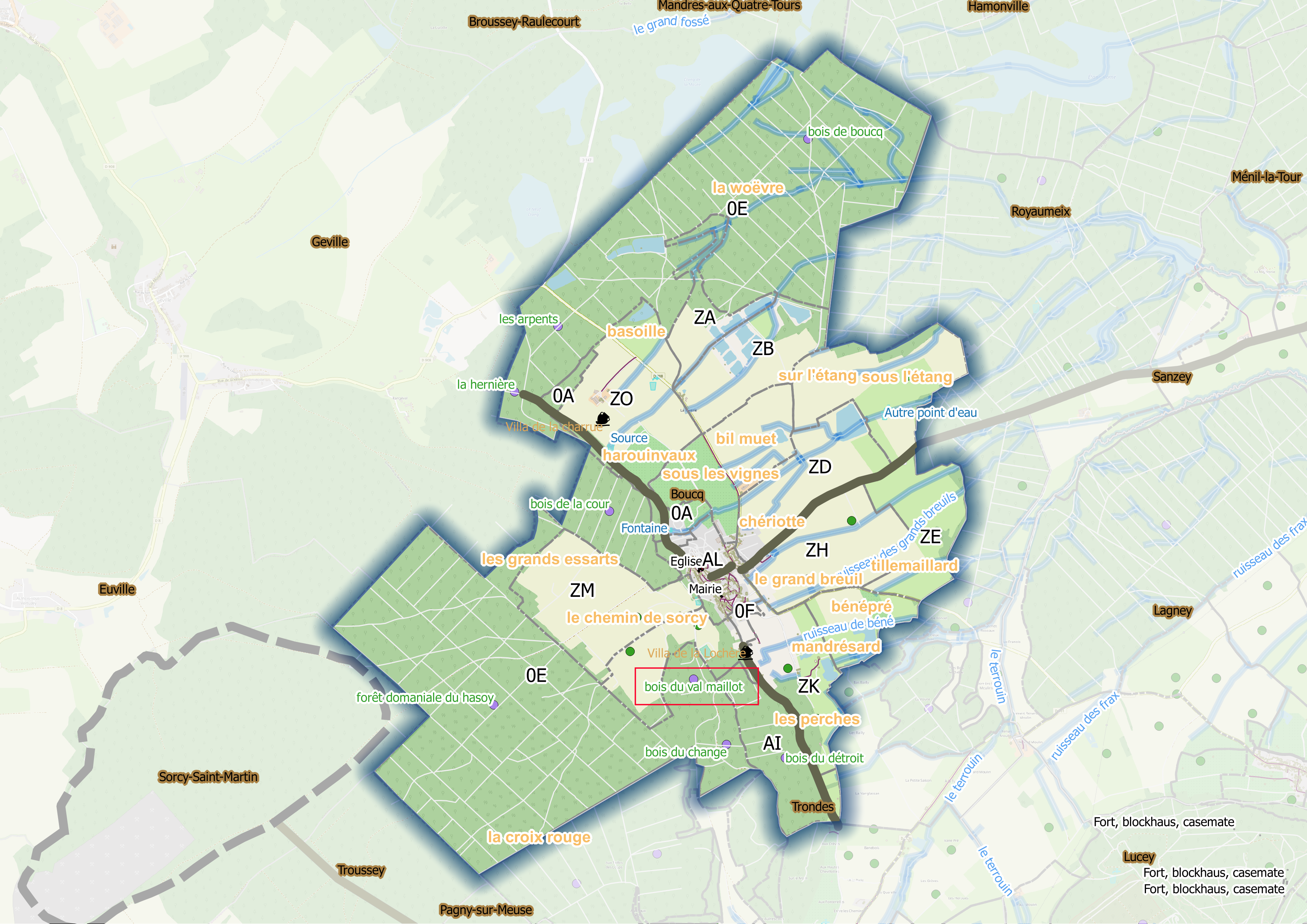
Boucq (Ban communal)

### Localisation
La commune de Boucq est située à la frontière des départements de la Meuse et de Meurthe-et-Moselle, à 16 kilomètres au nord-ouest de Toul, sous-préfecture de Meurthe-et-Moselle et à 39 kilomètres de Nancy.
Elle fait partie du parc naturel régional de Lorraine.

### Géologie et relief
Le village de Boucq est situé dans le parc naturel régional de Lorraine, au pied des côtes de Meuse, au sud-est de la forêt de la Reine et au nord de la plaine de la Woëvre.

### Voies de communication et transports
Les deux axes principaux traversant le village sont les routes D 908 (Boinville-en-Woëvre-Lagney), et D 10 (Boucq-Tremblecourt).

### Hydrographie
La commune est traversée par la ligne de partage des eaux entre les bassins versants du Rhin et de la Meuse au sein du bassin Rhin-Meuse. Elle est drainée par le ruisseau de l'Étang Bezoilles, le ruisseau de l'Étang de Bruneau, le ruisseau de l'Étang Ferry, le ruisseau de l'Étang Neuf, le ruisseau de l'Étang Thie Baut, le ruisseau de Rosiere, le ruisseau de Woevre et le Rupt de Bagneux,.

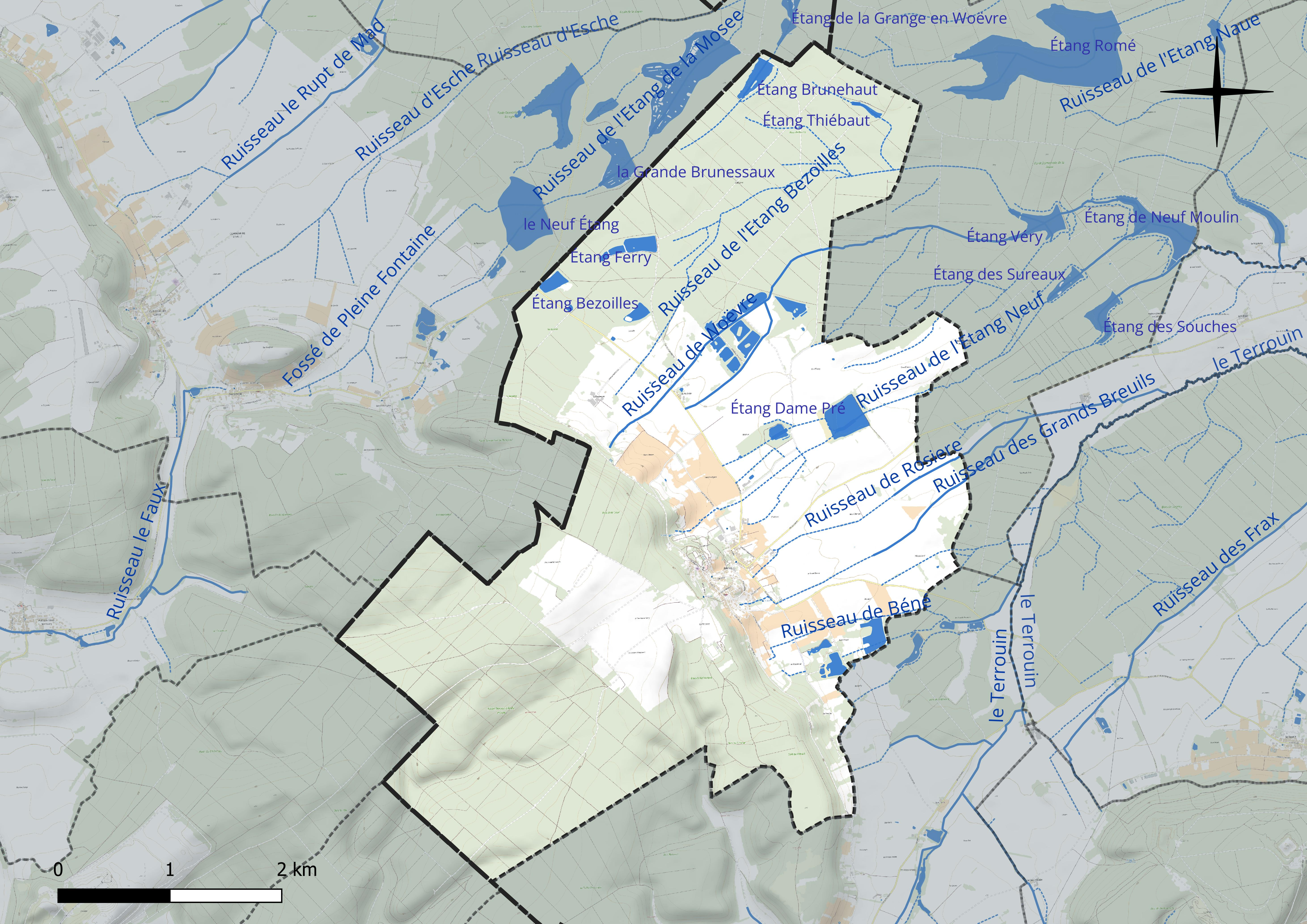
Réseau hydrographique de Boucq.

Cinq plans d'eau complètent le réseau hydrographique : l'étang Bezoilles (1,8 ha), l'étang Brunehaut (4,5 ha), l'étang Dame Pré (9,6 ha), l'étang Ferry (3,5 ha) et l'étang Thiébaut (0,9 ha),.

### Climat
Pour des articles plus généraux, voir Climat du Grand Est et Climat de Meurthe-et-Moselle.
En 2010, le climat de la commune est de type climat de montagne, selon une étude du Centre national de la recherche scientifique s'appuyant sur une série de données couvrant la période 1971-2000. En 2020, Météo-France publie une typologie des climats de la France métropolitaine dans laquelle la commune est exposée à un climat océanique altéré et est dans la région climatique  Lorraine, plateau de Langres, Morvan, caractérisée par un hiver rude (1,5 °C), des vents modérés et des brouillards fréquents en automne et hiver. 
Pour la période 1971-2000, la température annuelle moyenne est de 9,5 °C, avec une amplitude thermique annuelle de 16,8 °C. Le cumul annuel moyen de précipitations est de 878 mm, avec 12,8 jours de précipitations en janvier et 9,2 jours en juillet. Pour la période 1991-2020, la température moyenne annuelle observée sur la station météorologique de Météo-France la plus proche, « Nonsard », sur la commune de Nonsard-Lamarche à 20 km à vol d'oiseau, est de 10,7 °C et le cumul annuel moyen de précipitations est de 690,8 mm. 
La température maximale relevée sur cette station est de 40,1 °C, atteinte le 25 juillet 2019 ; la température minimale est de −17 °C, atteinte le 1er mars 2005,,. 
Les paramètres climatiques de la commune ont été estimés pour le milieu du siècle (2041-2070) selon différents scénarios d'émission de gaz à effet de serre à partir des nouvelles projections climatiques de référence DRIAS-2020. Ils sont consultables sur un site dédié publié par Météo-France en novembre 2022.

## Urbanisme

### Typologie
Au 1er janvier 2024, Boucq est catégorisée commune rurale à habitat dispersé, selon la nouvelle grille communale de densité à sept niveaux définie par l'Insee en 2022.
Elle est située hors unité urbaine. Par ailleurs la commune fait partie de l'aire d'attraction de Nancy, dont elle est une commune de la couronne,. Cette aire, qui regroupe 353 communes, est catégorisée dans les aires de 200 000 à moins de 700 000 habitants,.

### Occupation des sols
L'occupation des sols de la commune, telle qu'elle ressort de la base de données européenne d’occupation biophysique des sols Corine Land Cover (CLC), est marquée par l'importance des forêts et milieux semi-naturels (58,4 % en 2018), une proportion sensiblement équivalente à celle de 1990 (58 %). La répartition détaillée en 2018 est la suivante : forêts (58,4 %), prairies (20,4 %), terres arables (16,6 %), zones agricoles hétérogènes (1,9 %), eaux continentales (1,4 %), zones urbanisées (1,2 %). L'évolution de l’occupation des sols de la commune et de ses infrastructures peut être observée sur les différentes représentations cartographiques du territoire : la carte de Cassini (XVIIIe siècle), la carte d'état-major (1820-1866) et les cartes ou photos aériennes de l'IGN pour la période actuelle (1950 à aujourd'hui).

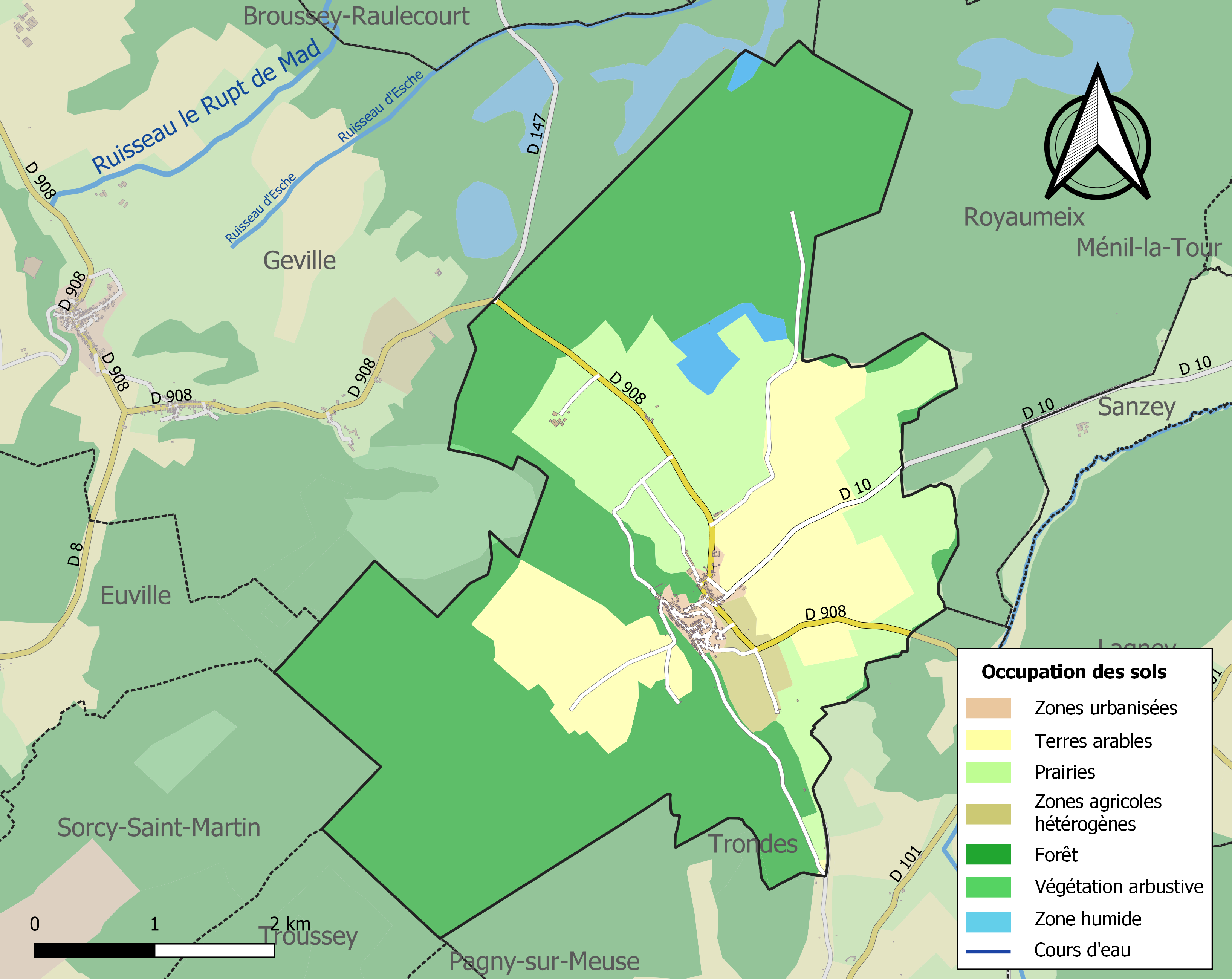
Carte des infrastructures et de l'occupation des sols de la commune en 2018 (CLC).

## Toponymie
Le nom de la localité est attesté sous les formes Ad Fines ; Alodum in Boiaco ; Alodium de Bouch ; Boc, Bouc (1152) ; Boucq ou Boucquet (1710).

Selon Dauzat et Rostaing, ce nom viendrait de l'allemand Buche, signifiant « hêtre » : cette étymologie est jugée « peu convaincante » par Aude Wirth.

Boucq, variante de Bouc, Bouck, (« bouc, bélier »), est un sobriquet évoquant le bouc, qui n'est sans doute pas très valorisant.

## Histoire

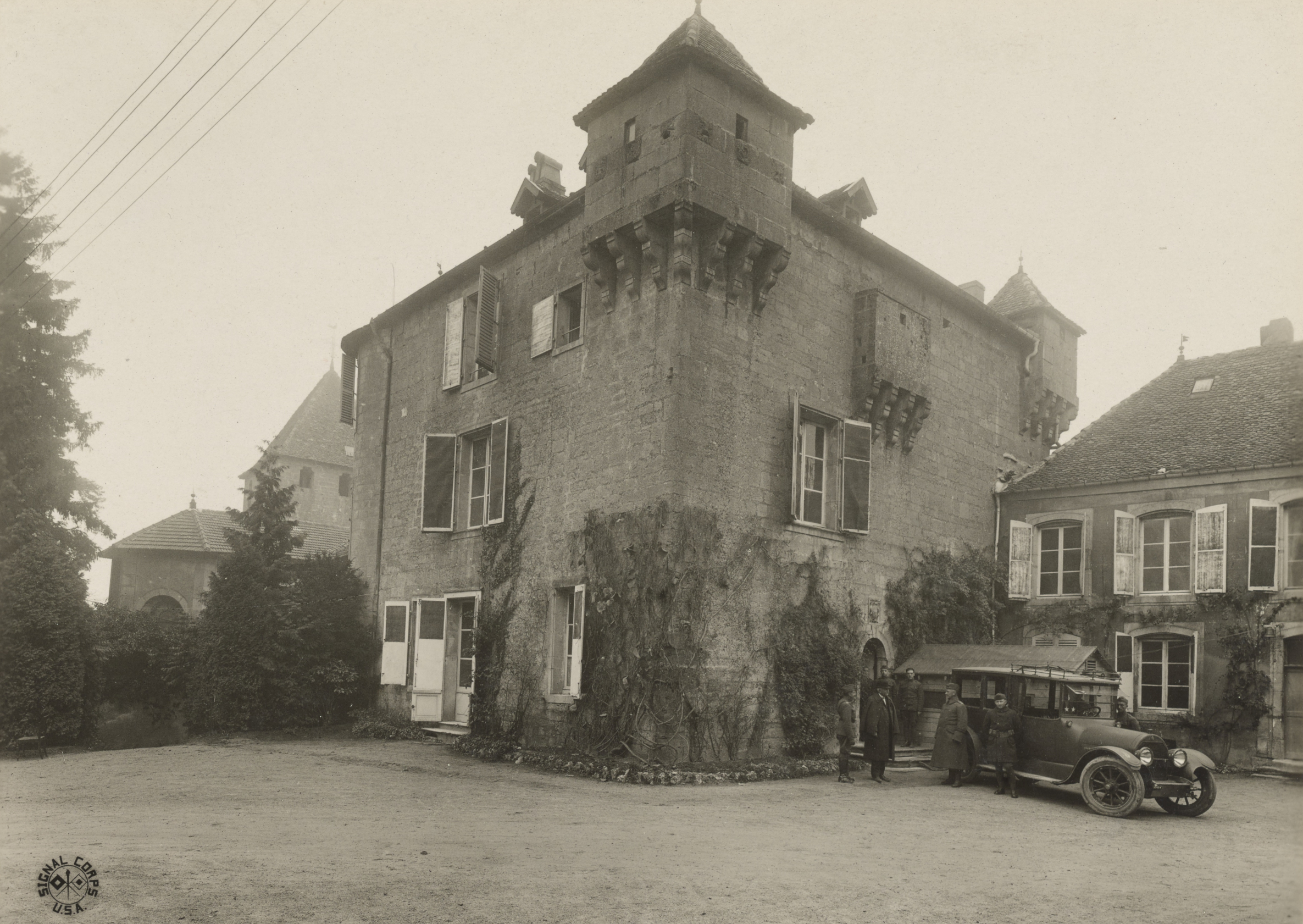
Le château en octobre 1918, quartier de major-général Charles Muir de l´AEF.

### Origines de Boucq
Les origines de Boucq restent méconnues. Cependant, les substructions, les fragments de pierres plates et les monnaies romaines mises au jour au lieu-dit La Lochère, permettent d'attester l'existence du village dès l'époque romaine.
Par ailleurs, une élévation en amont de Boucq[réf. souhaitée] laisse supposer[réf. souhaitée] la présence d'une motte castrale au haut Moyen Âge.
Enfin, du Moyen Âge à la Révolution, le village de Boucq est le siège d'une coseigneurie dépendant pour la politique du duché de Bar, et pour la religion du doyenné de la rivière de Meuse et du diocèse de Toul. La seigneurie est tenue en fief pour la première partie par des seigneurs laïcs, et pour la seconde par les prémontrés de l'abbaye Sainte-Marguerite de Rangéval, aujourd'hui située sur la commune de Géville.

### Boucq au Moyen Âge
Au milieu du Xe siècle, un nommé Rupert vend le fief de Boucq à l'évêque de Toul Gauzelin (922-962).
Puis aux XIe et XIIe siècles, la seigneurie échoit aux sires d'Apremont, dont Gobert qui en fait don d'une partie à l'abbaye de Rangéval en 1152.
Dans la première moitié du XIIIe siècle, la part des Apremont passe à la maison de Chambley, par le mariage de la demoiselle d'Apremont.
Le fils de cette dernière, Ferry II de Chambley († 1253), donne à son neveu, Geoffroy de Brixey († 1278), sa part de la seigneurie, qui entre ainsi dans la maison de Brixey, jusqu'à la mort de Gérard III, en 1363. C'est le père de ce dernier, Jean, qui fait édifier le château de Boucq vers 1340.
À cette date, la part des Brixey passe à son neveu, Jean de Naives, puis à ses descendants, qui vendent leur part à l'abbaye de Rangéval et à Jean de Vattetot, au cours du XVIe siècle.

### Boucq sous l'Ancien Régime
Par le mariage de la fille de Jean, Philiberte, vers 1600, avec Claude de Fligny, qui récupère le château de Boucq, grâce à un échange effectué avec l'abbaye de Rangéval, la part des Vattetot change de maison.
Au milieu du XVIIe siècle, la petite fille des précédents, Marie épouse François de Magnicourt, faisant passer la part des Fligny à la maison de Magnicourt, qui la conserve jusqu'en 1716.
À cette date, la part échoit aux comtes de Fontenoy, avant d'être vendue, en 1739, à la maison de Tardif d'Hamonville.

### Affaire du trésor de Boucq
Le 15 avril 1997, deux septuagénaires équipés de détecteurs de métaux mettent au jour, au lieu-dit Val Maillot, un vase en argile contenant environ 200 pièces de monnaie portugaises et espagnoles des XVe, XVIe et XVIIe siècles, frappées à partir de l'or des Incas. Le trésor est alors estimé à 600 000 francs. Déclarée en mairie, cette trouvaille est conservée au nom de la commune dans un coffre-fort, jusqu'à sa vente aux enchères, le 12 décembre 2009, à Nancy, pour 153 310 euros. Entre-temps, les deux prospecteurs ont été inquiétés dès 1997 par un procès mené par les services régionaux d'archéologie pour destruction de site archéologique et utilisation de détecteur de métaux.

## Politique et administration

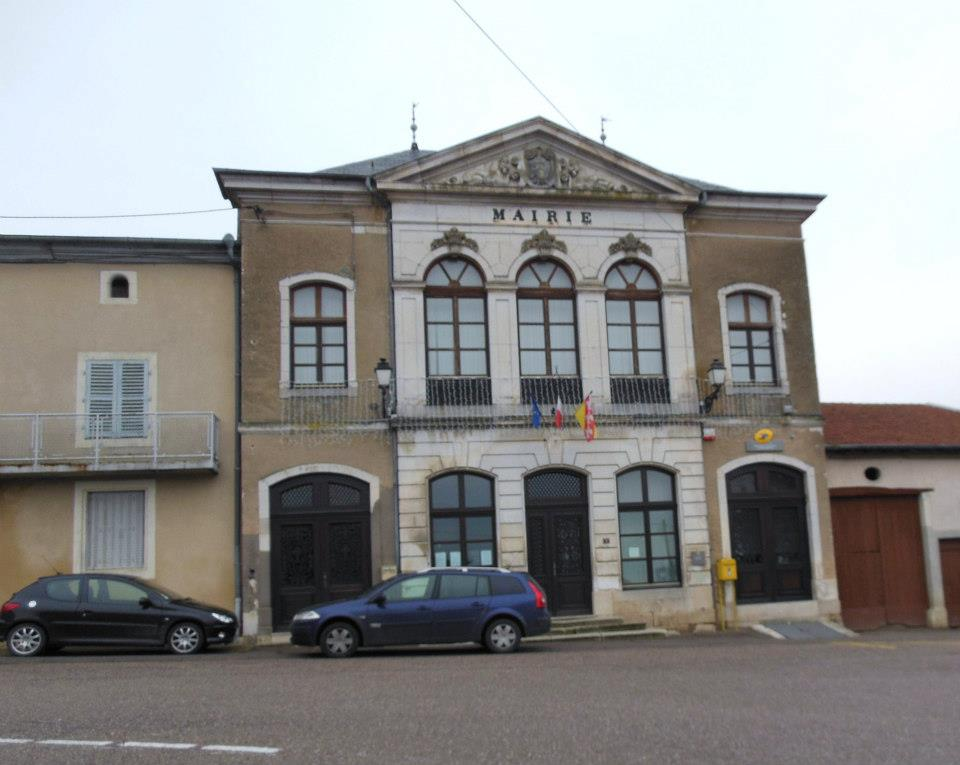
Mairie.

| Période                                  | Période      | Identité          | Étiquette | Qualité                           |
| ---------------------------------------- | ------------ | ----------------- | --------- | --------------------------------- |
| Les données manquantes sont à compléter. |              |                   |           |                                   |
| mars 2001                                | mars 2008    | Serge Mittaut     |           |                                   |
| mars 2008                                | 2014         | Josette Frécher   |           |                                   |
| mars 2014                                | juillet 2020 | Gérald Liouville  |           | Fonctionnaire de catégorie C      |
| juillet 2020                             | En cours     | Marianne Pierson, |           | Ancienne profession intermédiaire |

## Population et société

### Démographie
L'évolution du nombre d'habitants est connue à travers les recensements de la population effectués dans la commune depuis 1793. Pour les communes de moins de 10 000 habitants, une enquête de recensement portant sur toute la population est réalisée tous les cinq ans, les populations de référence des années intermédiaires étant quant à elles estimées par interpolation ou extrapolation. Pour la commune, le premier recensement exhaustif entrant dans le cadre du nouveau dispositif a été réalisé en 2007.

En 2022, la commune comptait 357 habitants, en stagnation par rapport à 2016 (Meurthe-et-Moselle : −0,13 %, France hors Mayotte : +2,11 %).
| 1793 | 1800 | 1806 | 1821 | 1831 | 1836  | 1841  | 1846  | 1851  |
| ---- | ---- | ---- | ---- | ---- | ----- | ----- | ----- | ----- |
| 746  | 717  | 909  | 890  | 992  | 1 034 | 1 046 | 1 036 | 1 048 |

| 1856 | 1861 | 1872 | 1876 | 1881 | 1886 | 1891 | 1896 | 1901 |
| ---- | ---- | ---- | ---- | ---- | ---- | ---- | ---- | ---- |
| 887  | 928  | 876  | 834  | 800  | 771  | 764  | 733  | 690  |

| 1906 | 1911 | 1921 | 1926 | 1931 | 1936 | 1946 | 1954 | 1962 |
| ---- | ---- | ---- | ---- | ---- | ---- | ---- | ---- | ---- |
| 669  | 608  | 574  | 536  | 468  | 457  | 378  | 363  | 391  |

| 1968 | 1975 | 1982 | 1990 | 1999 | 2006 | 2007 | 2012 | 2017 |
| ---- | ---- | ---- | ---- | ---- | ---- | ---- | ---- | ---- |
| 336  | 305  | 321  | 330  | 333  | 371  | 376  | 369  | 356  |

| 2022 | - | - | - | - | - | - | - | - |
| ---- | - | - | - | - | - | - | - | - |
| 357  | - | - | - | - | - | - | - | - |

## Économie
E. Grosse indique dans son ouvrage pour la fin du XIXe siècle :
« Surface territ. cadast., 2268 hect., dont 960 en bois, 600 en terres labour., 200 en prés et 120 en vignes, dont les produits sont peu vantés. »

### Secteur primaire ouAgriculture
Le secteur primaire comprend, outre les exploitations agricoles et les élevages, les établissements liés à l’exploitation de la forêt et les pêcheurs.
D'après le recensement agricole 2010 du Ministère de l'agriculture (Agreste), la commune de Boucq était majoritairement orientée sur la polyculture et le poly-élevage (auparavant même production) sur une surface agricole utilisée d'environ 308 hectares (surface cultivable communale) en baisse depuis 1988 - Le cheptel en unité de gros bétail s'est réduit de 528 à 270 entre 1988 et 2010. Il n'y avait plus que 9 exploitations agricoles ayant leur siège dans la commune employant 10 unités de travail.

## Culture locale et patrimoine

### Lieux et monuments

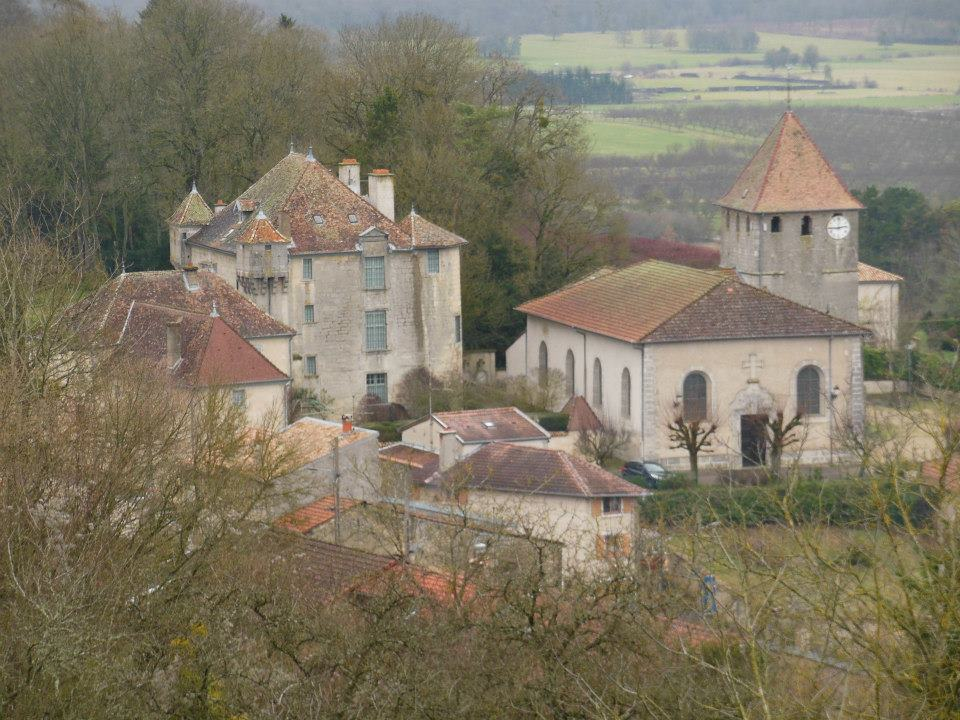
Église Saint-Pierre (XIIIe-XVIIIe s.) et château (XIVe s.).

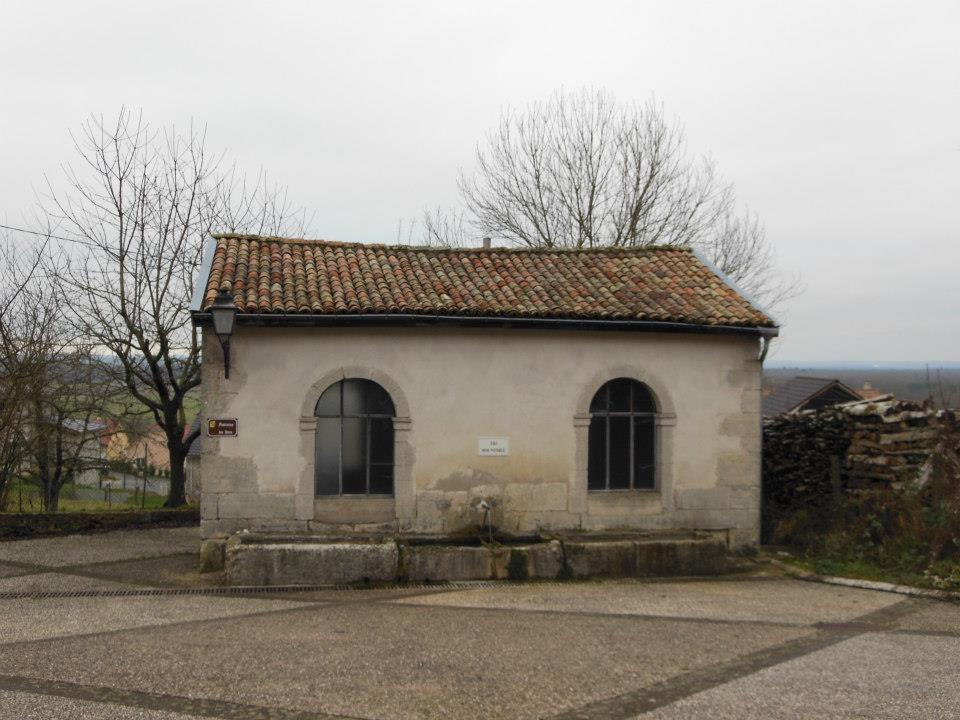
Fontaine du Han.

- Substructions gallo-romaines, aux lieux-dits le Charme et la Lochère.
- Château de Boucq (XIVe siècle), inscrit à l'ISMH[37].
- Église Saint-Pierre (XIIIe siècle).
- Fontaine du Han.
- Mairie.

### Personnalités liées à la commune
- Gauzelin Ier, évêque de Toul (922-962).
- Chanoines prémontrés de Rangéval, seigneurs en partie de Boucq.
- Famille d'Apremont, seigneurs en partie de Boucq, aux XIe et XIIe siècles.
- Famille de Chambley, seigneurs en partie de Boucq, dans la première moitié du XIIIe siècle.
- Famille de Brixey, seigneurs en partie de Boucq, de 1253 à 1363.
- Famille de Naives, seigneurs en partie de Boucq, de 1363 à c.a. 1585.
- Famille de Vattetot, seigneurs en partie de Boucq, de c.a. 1585 au milieu du XVIe siècle.
- Famille de Fligny, seigneurs en partie de Boucq, du milieu du XVIe siècle au milieu du XVIIe siècle.
- Famille de Magnicourt, seigneurs en partie de Boucq, du milieu du XVIIe siècle à 1716.
- Comtes de Fontenoy, seigneurs en partie de Boucq, de 1716 à 1739.
- Famille de Tardif d'Hamonville, seigneurs en partie de Boucq, de 1739 à la Révolution.
- Charles-François Charton (1765-1796), général de brigade, mort le 12 septembre 1796, à Castellazzo Bormida, lors de la campagne d'Italie (1796-1797). Son nom est gravé sur la 28e colonne de l'Arc de Triomphe de l'Étoile, à Paris.

### Héraldique, logotype et devise
| Blason de Boucq | Blason  | D'azur à la croix d'argent.                      |
| Blason de Boucq | Détails | Le statut officiel du blason reste à déterminer. |